# Mont Vardenis
Le mont Vardenis (en arménien : Վարդենիս լեռ) est une montagne située à la frontière des régions arméniennes de Gegharkunik et de Vayots Dzor. Avec 3 522 mètres d'altitude, il constitue le point culminant des monts Vardenis et le sixième plus haut sommet de l'Arménie.